# Дэн Фа
Дэн Фа (кит. трад. 鄧發, упр. 邓发, пиньинь Dèng Fā; 7 марта 1906, Гуандун — 8 апреля 1946, Шэньси) — деятель Коммунистической партии Китая (КПК), член ЦК КПК, один из организаторов и руководителей профсоюзного движения.

## Биография
Родился в 1906 в провинции Гуандун в бедной семье. В 1921 году уехал в Гонконг работать мастеровым. Вступил в профсоюз Су Чжаочжэня. Был одним из руководителей Гонконгской стачки моряков 1922 года. В 1925 году вступил в Коммунистическую партию. Принимал активное участие в руководстве масштабной забастовкой 1925—1926 годов в Гуандуне и Гонконге. Участвовал в Северном походе. С весны 1927 года возглавил отраслевой профсоюз работников нефтяной промышленности в Гуандуне. В декабре этого же года принимает участие в Гуанчжоуском восстании, командует боевыми действиями рабочих-нефтяников. После провала восстания живёт в Гонконге, Шанхае, занимает посты в городских комитетах КПК в Гонконге, Гуанчжоу. В 1928—1929 годах возглавлял профсоюзные организации Гонконга.
В 1930 году вёл руководящую работу в революционной базе Фуцзянь-Гуандун-Цзянси, активно участвовал в массовых расправах с недовольными политикой Мао в этих краях. В 1931—1934 годах был руководителем Управления политической безопасности в Центральной революционной базе в Цзянси. Избирается кандидатом в члены Политбюро ЦК КПК. С октября 1934 года — ответственный политработник в различных армейских соединениях. Участвовал в Великом походе. С июня 1936 года по сентябрь 1937 года в составе делегации КПК в Коминтерн посетил Советский Союз. Во время антияпонской войны 1937—1945 возглавлял представительство 8-й Народно-революционной армии в Синьцзяне. С осени 1939 года был руководителем Центральной партийной школы в Яньани (1939—1942). В 1945 году возглавлял профделегацию освобождённых районов Китая на Международном конгрессе профсоюзов в Париже. Погиб в апреле 1946 года при авиационной катастрофе в провинции Шэньси вместе с бывшим Генеральным секретарем КПК Бо Гу и генералом Е Тином.

## Воспоминания о Дэн Фа
Через несколько часов в сопровождении группы телохранителей появился худой человек средних лет. Лицо его озаряла широкая улыбка. Это был Дэн Фа, член ЦК и уполномоченный партии и правительства по вопросам безопасности. В течение года я близко сошелся с ним. Это был человек с неиссякаемым чувством юмора и романтическими наклонностями. Он любил устраивать скачки на лошадях или состязания в стрельбе из пистолета. Подчиненные ему части безопасности и охраны он вооружил широкими изогнутыми мечами, к эфесам которых были привязаны куски красной ткани. Свои обязанности он выполнял, насколько я могу судить, строго и беспристрастно, не вмешиваясь ни в какие внутренние конфликты.— 